# 最後の審判
最後の審判（さいごのしんぱん、Last Judgement）とは、ゾロアスター教およびアブラハムの宗教（ユダヤ教、キリスト教、イスラーム教）が共有する終末論的世界観であり、世界の終焉後に人間が生前の行いを審判され、天国か地獄行きかを決められるという信仰である。特にキリスト教においては「怒りの日」と同義に扱われる。

## ゾロアスター教
「最後の審判」という概念はキリスト教やイスラム教に特有のものではなく、それより先発のゾロアスター教に既に存在している。ゾロアスター教の世界観では、世界は善なる神アフラ・マズダと悪なる神アンラ・マンユ(アーリマン)との闘争の場として考えられており、最終的に悪が滅びた後で世界も滅び、その後、最後の審判が行なわれると考えられている。
ゾロアスター教の最後の審判は、地上に世界の誕生以来の死者が全員復活し、そこに天から彗星が降ってきて、世界中のすべての鉱物が熔解し、復活した死者たちを飲み込み、義者は全く熱さを感じないが、不義者は苦悶に泣き叫ぶことになる。
一説には、これが三日間続き、不義者の罪も浄化されて、全員が理想世界に生まれ変わるとされる。別の説では、この結果、悪人（不義者）は地獄で、善人（義人）は天国で永遠に過ごすことになるとされる。

## ユダヤ教
ユダヤ教では、終末の日とそれに伴う出来事への信仰の、主なテキスト源泉は、タナハ（ヘブライ語聖書）である。ユダヤ教の終末論の根源は、イザヤやエレミヤやエゼキエルなどの、追放前の預言者に見出すことができる。ユダヤ教の終末論の主な教義は、イザヤ書、エレミヤ書、エゼキエル書に詳しく述べられている。
エゼキエル書38章によると、「ゴグとマゴグの戦争」は、ユダヤ人の亡命の終わりに起こるクライマックスの戦争である。
発生するイベントは、
- 神は、バビロン捕囚から始まったユダヤ人の捕囚生活から、新たな出エジプト記（キブツ・ガルヨット）で贖う。
- 神はユダヤ人をイスラエルの地に戻す。
- 神はダビデの王の家とエルサレムの神殿を回復する。
- 神はダビデの王の家（すなわちメシア）から摂政を任命し、ユダヤ人と世界を導き、正義、平和を特徴とするメシア時代の到来を告げる。
- すべての国は、イスラエルの神が唯一の真の神であることを認識し、シオンの山に集まる。
- 神は死者を復活させ、すべての人々を裁く。そして一部をゲーヒンノーム（ヒンノムの谷）に一年間送る。
- 神は新しい天と新しい地を創造する。

死後の世界は「オラム・ハバ（olam ha-ba）」（ヘブライ語: עולם הבא、 直訳すると「来世」）として知られている。「オラム・ハバ」というフレーズ自体は、タナハ（ヘブライ語聖書）には出てこない。ハラーハーによると、生きている人間が「来世」がどのようなものかを知ることは不可能、とされる。

## キリスト教
キリスト教における「最後の審判」の直接の根拠となる聖書中の文は、マタイによる福音書25章31-46節と、ヨハネの黙示録である。
生前に悔い改めなかったものはシオール、重大な悪行を犯した者は永遠に滅びるゲヘナにいく。最後の審判で復活したイエス・キリストが再臨し裁きを行い、永遠の生命を与えられる者と、地獄に墜ちる者を分けるときの事をいう。父なる神やその息子であるナザレのイエスを否認する、殺人、同性愛や婚外性交渉をして悔い改めない者（「淫らな者」）に救いはないと言われている。黙示録22章15節を参照。

### 教父
アウグスティヌスは、キリストが生ける者と死せるものを裁くために天から来られる最後の審判について「最後の」、「終りの」という語を付けるのは、神が常に人を裁いておられるからだと教えている。

### 西方教会

#### カトリック教会
カトリック教会では公審判の教義が保持されている。肉体が復活して魂と結び合わされた後に、公審判があるとされる。

#### プロテスタント
ルーテル教会のアウクスブルク信仰告白は、最後の審判においてイエス・キリストが敬虔な者と選ばれた者には永遠のいのちをあたえ、不敬虔な者と悪魔には限りない苦悩を宣告すると告白する。
ウェストミンスター信仰告白33章「最後の審判について」の2は、「神がこの日を定められた目的」について告白している。それは、「選民の永遠の救いにおいて神のあわれみの栄光があらわされ、邪悪で不従順で捨てられた者の永遠の刑罰において神の正義の栄光が表されるためである。」 ウェストミンスターの全体の最後で、キリストは「すべての者に罪を犯すことを思いとどまらせるためにも、逆境にある信者の大いなる慰めのためにも」、最後の審判の日があることを信じるように望まれていると告白されており、ウェストミンスター信仰告白は、黙示録20:20の「来たりませ、主イエスよ。すみやかに来たりませ」アーメンで結ばれている。
ディスペンセーション主義では患難前携挙説をとり、ノンクリスチャンが地上に取り残されて、クリスチャンだけが患難時代に携挙され、その後に最後の審判がある。

### キリスト教において最後の審判をテーマにした芸術作品

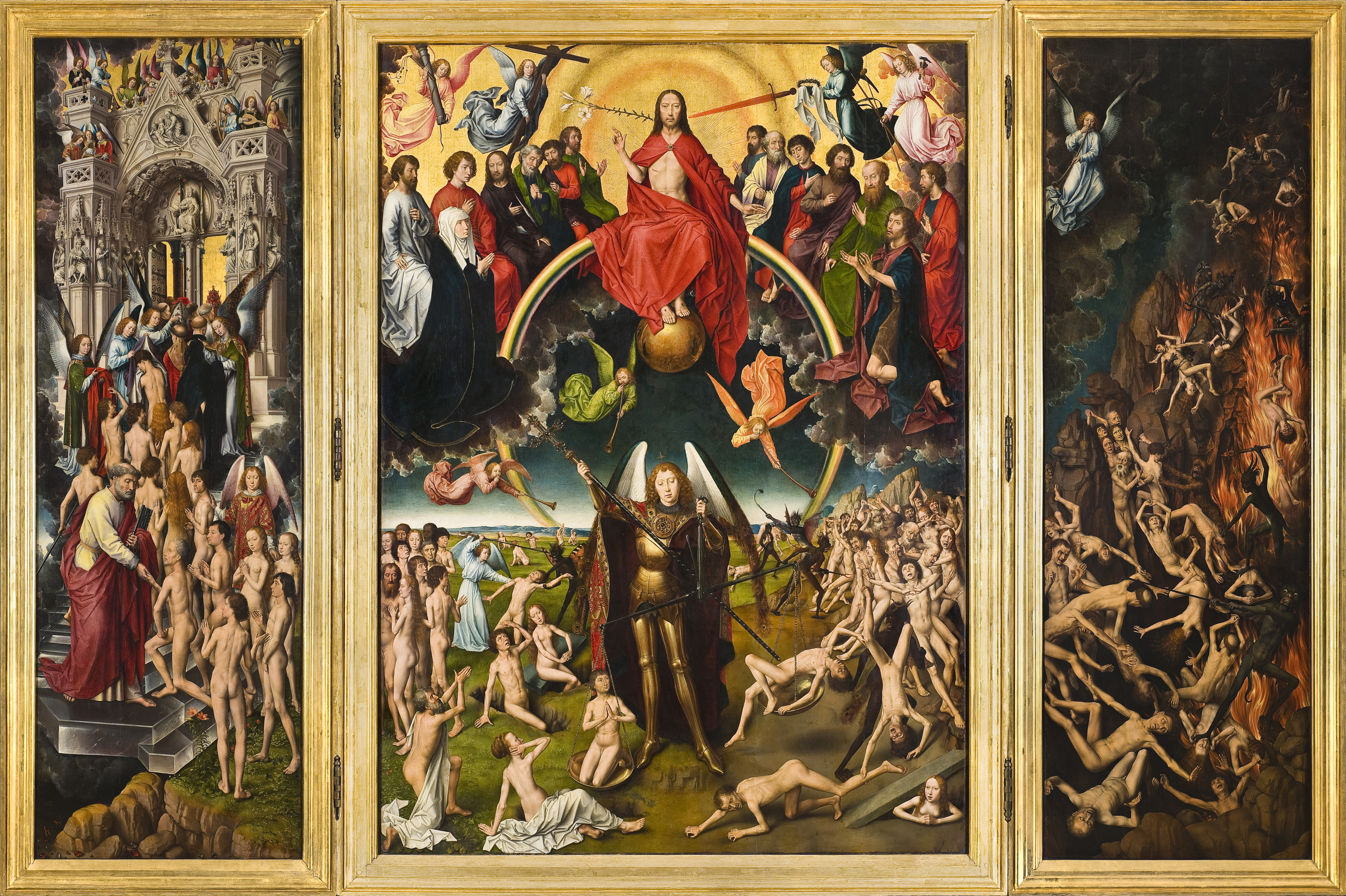
公審判 ハンス・メムリンク

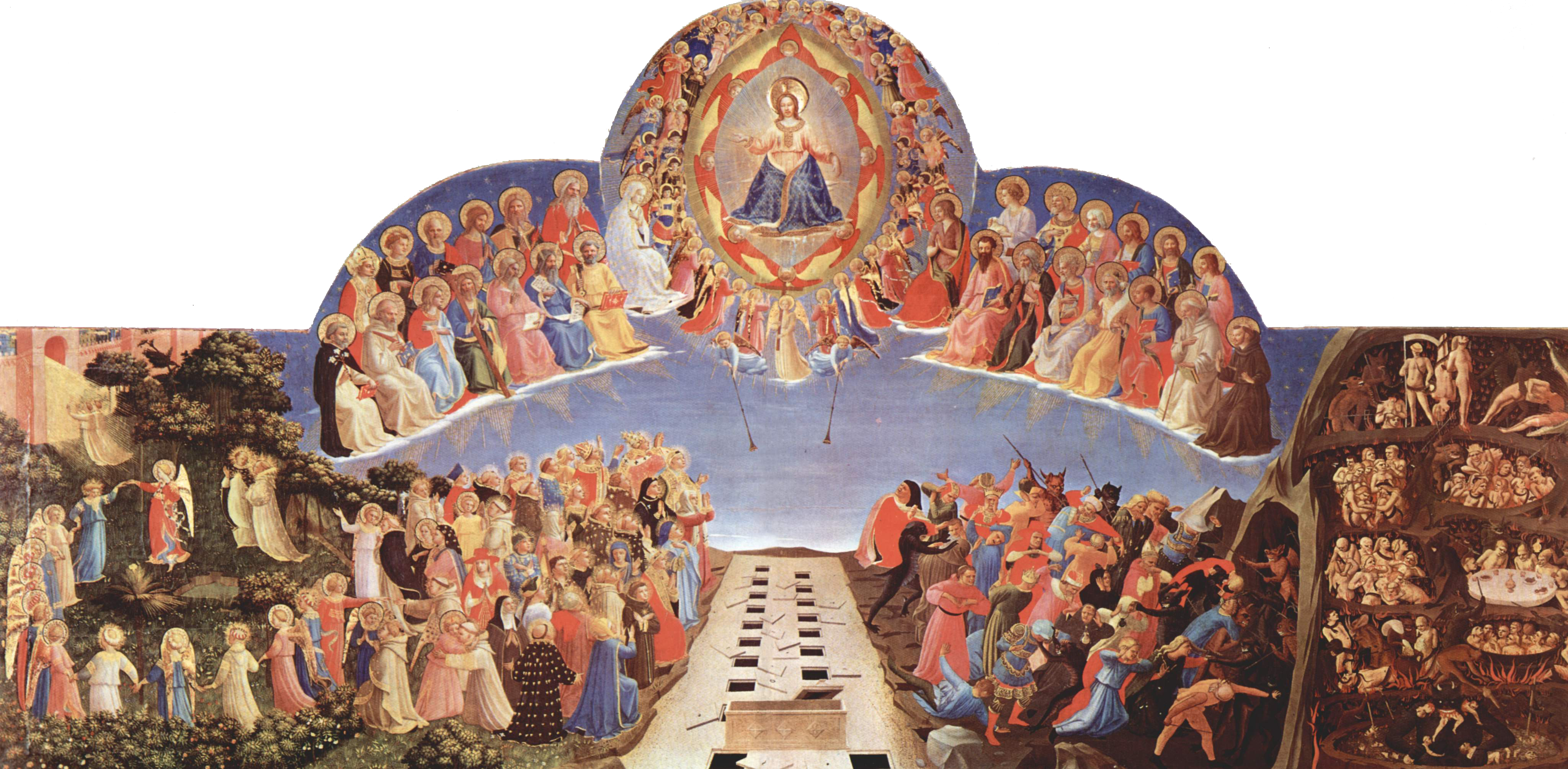
公審判 フラ・アンジェリコ

#### 絵画
- ミケランジェロ・ブオナローティが描いたもの→『最後の審判』 (ミケランジェロ)。
- フラ・アンジェリコが描いたもの。
- ハンス・メムリンクが描いたもの。
- ヒエロニムス・ボスが描いたもの。
- ロヒール・ファン・デル・ウェイデンが描いたもの→『最後の審判』 (ファン・デル・ウェイデンの絵画)。
- ジョン・マーティンの『最後の審判三部作』。

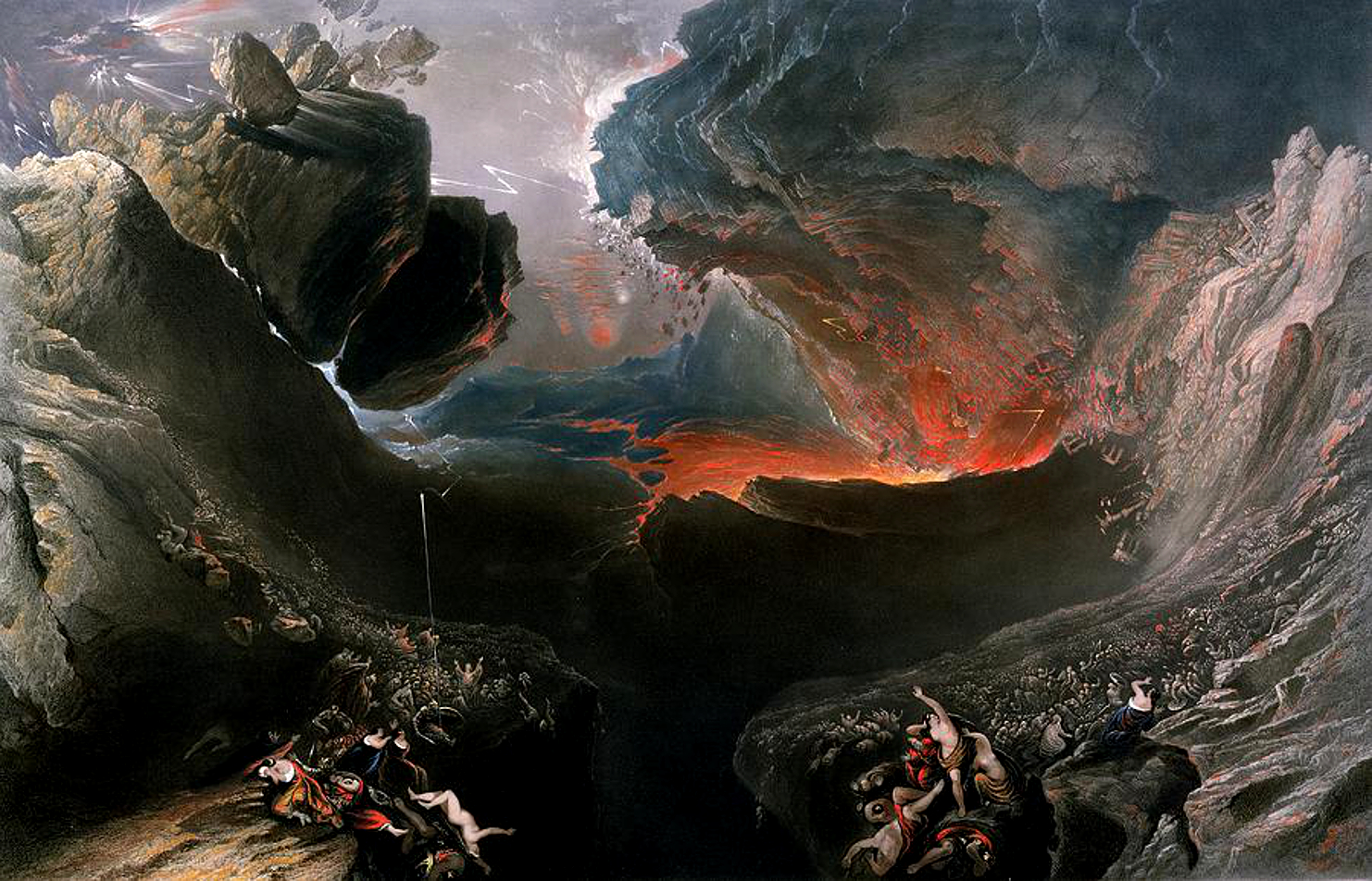
最後の審判三部作之一：神の大いなる怒りの日。ジョン・マーティン作

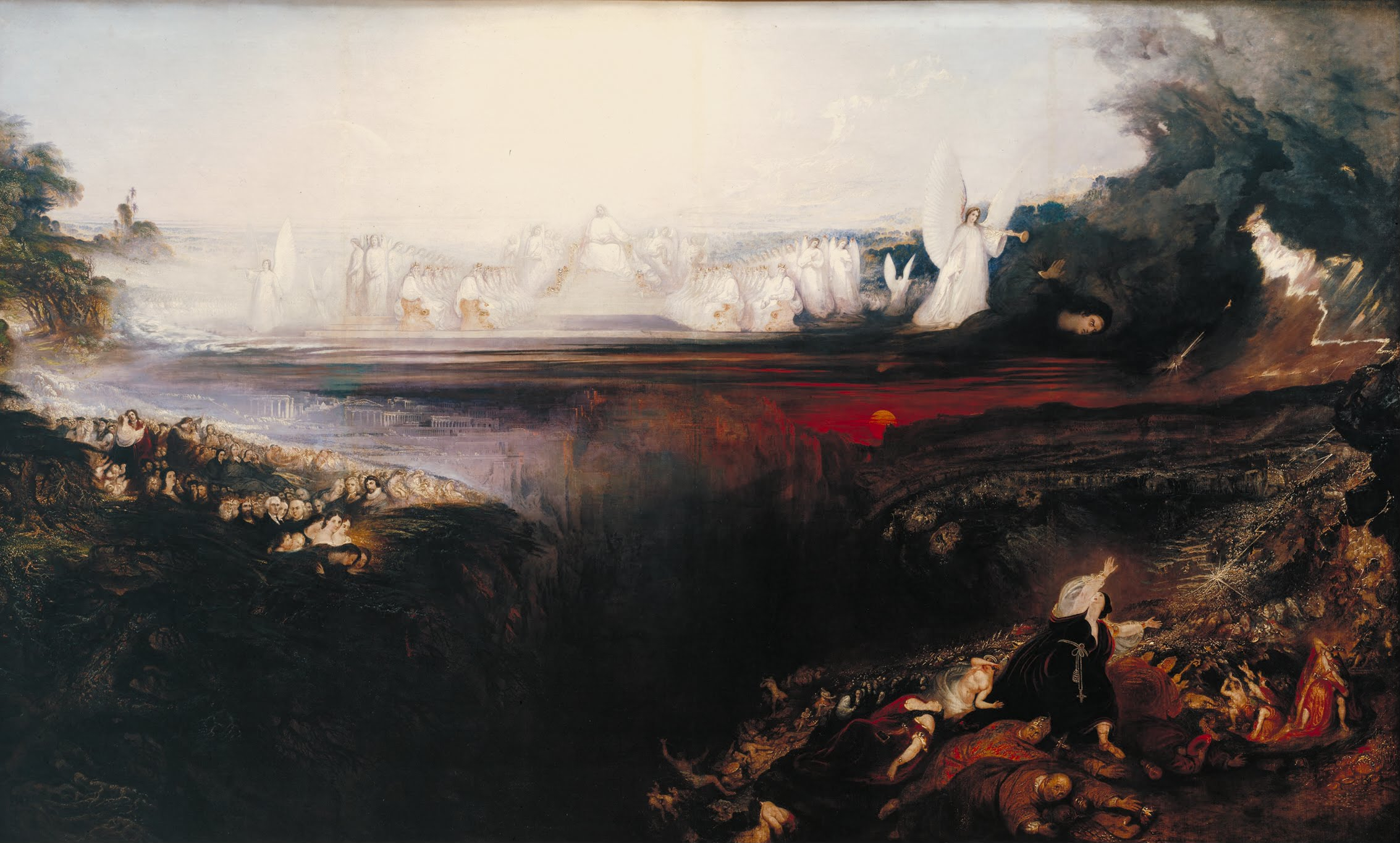
最後の審判三部作之二：最後の審判。ジョン・マーティン作

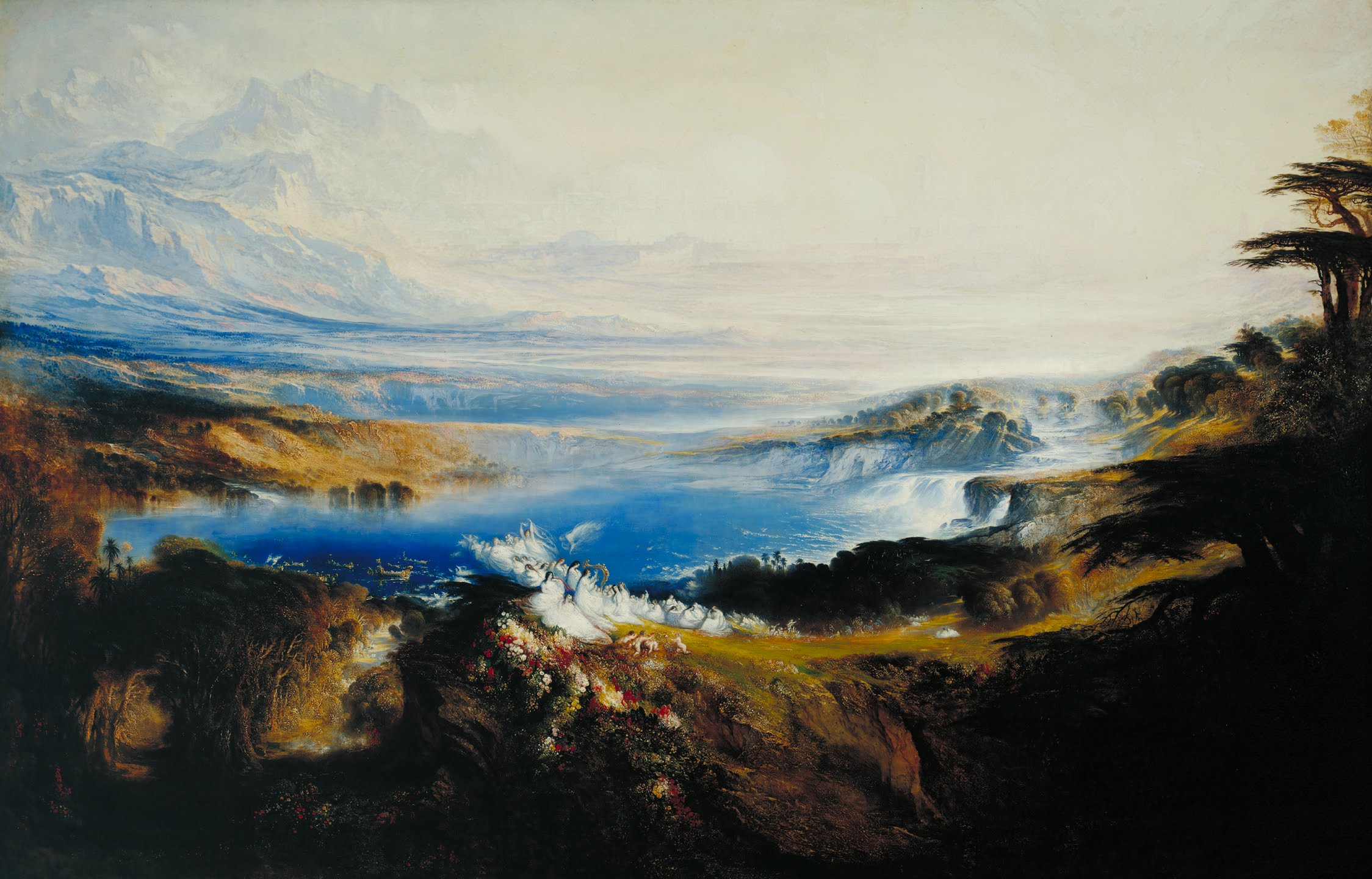
最後の審判三部作之三：天国の平原。ジョン・マーティン作

#### 音楽
神の怒りを歌ったディエス・イレは最後の審判のモティーフとして出て来る。
- マルカントワーヌ・シャルパンティエ作曲のオラトリオ『神による最後の審判』H. 401。
- ブクステフーデ作曲のオラトリオ。
- 交響詩「宇宙の審判」 - デ・ナルディス作曲の交響詩。

## イスラム教
「われは審判の日のために、公正な秤を設ける。１人として、たとえ芥子一粒の重さであっても不当に扱われることはない。われはそれを（計算に）持ち出す。われは清算者として万全である。」クルアーン２１章47節
イスラム教においても終末に神が審判を下し、生前の行いによって天国で報奨を得るか、地獄で懲罰を受けるかが決定する
審判の日では宇宙全体が終わりを迎えて崩壊する。クルアーン１０１章には「人びとは飛び散った蛾のようになり、また山々は梳かれた羊毛のようになってしまう。」と比喩的に表現されている。９９章では「大地が激しく揺れ，大地がその重荷を投げ出し，「かれ（大地）に何事が起ったのか。」と人が言う時」と記載されており、審判の日には大地震が起こることが示唆されている。   

### イスラム教における終末の前兆
- 偽キリスト（ダッジャール）が人々に己を崇拝するように命じ呼びかける[16]
- ゴグとマゴグが地上に溢れる[17]
- 大地の獣（Dābbat al-Arḍ）が現れる。[18]
- ラッパが吹かれる[19]
- 大地震が起きる[20]

## ユニヴァーサリズム
究極的には全人類が救済されるとする思想もある。

## 関連文献
- ジャン・カルヴァン『キリスト教綱要』 改革派教会
- 岡山英雄『小羊の王国―黙示録は終末について何を語っているのか』 いのちのことば社
- 尾山令仁『聖書の要理』 羊群社
- 尾山令仁『ヨハネが受けたキリストの啓示』羊群社
- 里脇浅次郎『カトリックの終末論』聖母の騎士社
- 『ウェストミンスター信仰告白講解』新教出版社
- 『新聖書辞典』いのちのことば社